# 5061-es busz
Az 5061-es jelzésű autóbuszvonal helyközi autóbuszjárat Szeged és Szatymaz között, melyet a MÁV Személyszállítási Zrt. lát el. Menetideje 60 perc.

## Közlekedése
A járat körjáratként közlekedik Szeged és Szatymaz között, Szatymazon belül minden megállóhelyet egyszer érint.  Naponta 5 járat szállítja az utasokat, további négy járat korlátozó jelzéssel közlekedik. Az egyik hajnali járat Szatymazról indul. A járatok az 5-ös főúton közlekednek Jánosszállási elágazásig. Jánosszállás után érik el Szatymazt, betérnek a vasútállomáshoz, a központba és a település nyugati végénél lévő Neszürhegyi úton térnek vissza az 5-ös főútra.

## Megállóhelyei
| 0  | Szeged, autóbusz-állomás végállomás       | 5, 6, 9, 19 7F, 21, 60, 60Y, 64, 67, 67Y, 70, 71, 71A, 72, 72A, 73, 73Y, 74, 74Y, 75, 76, 76Y, 77, 77A, 77Y, 78, 78A, 79H 600, 1374, 1375, 1441, 1486, 1503, 1504, 1506, 1507, 1510, 1512, 1513, 1515, 1516, 1517, 1518, 1652 4990, 5000, 5001, 5002, 5003, 5004, 5005, 5007, 5010, 5011, 5012, 5013, 5015, 5016, 5017, 5018, 5019, 5020, 5021, 5022, 5023, 5024, 5025, 5030, 5031, 5032, 5033, 5034, 5035, 5040, 5041, 5042, 5043, 5044, 5045, 5046, 5047, 5049, 5050, 5054, 5055, 5056, 5058, 5059, 5060, 5062, 5063, 5064, 5066, 5070, 5071, 5075, 5076, 5109, 5112, 5160, 5187, 5188, 5189, 5190, 5284, 5328, 5329, 5362, 5369 |
| 1  | Szeged, SZTK                              | 5032, 5033, 5034, 5035, 5040, 5041, 5042, 5045, 5046, 5047, 5049, 5050, 5054, 5055, 5056, 5058, 5059, 5060, 5062, 5063, 5064, 5066, 5070, 5071, 5112 |
| 2  | Szeged, Rókus vasútállomás bejárati út    | 7F, 64, 67, 67Y, 71, 72, 72A, 75, 78, 78A, 79H, 90H 1486, 1503, 1517 5032, 5033, 5034, 5035, 5040, 5041, 5042, 5045, 5046, 5047, 5049, 5050, 5054, 5055, 5056, 5058, 5059, 5060, 5062, 5063, 5064, 5066, 5070, 5071, 5075, 5112, 5369 személyvonat, Szeged–Hódmezővásárhely tram-train |
| 3  | Szeged, Fonógyári út                      | 7F, 64, 67, 67Y, 71, 72, 72A, 75, 79H, 90H 5032, 5033, 5034, 5035, 5040, 5041, 5042, 5045, 5046, 5047, 5049, 5050, 5054, 5055, 5056, 5058, 5059, 5060, 5062, 5063, 5064, 5066, 5070, 5071, 5112 |
| 4  | Szeged, Budapesti út                      | 71, 72, 72A, 79H, 90H 5059, 5060, 5062, 5063, 5064, 5066, 5070, 5071, 5075, 5112 |
| 5  | Szeged, Zápor út                          | 71, 72, 72A, 79H, 90H 5059, 5060, 5062, 5063, 5064, 5066, 5070, 5071, 5075, 5112 |
| 6  | Szeged, Gumigyár                          | 71, 72, 79H, 90H 5059, 5060, 5062, 5063, 5064, 5066, 5070, 5071, 5075, 5076, 5112 |
| 7  | Szeged, SZILK Vámudvar                    | 5059, 5060, 5062, 5063, 5064, 5066, 5070, 5071, 5112 |
| 8  | Szeged, Nagybani Piac                     | 79H 5059, 5060, 5062, 5063, 5064, 5066, 5070, 5071, 5112 |
| 9  | Fehértó, Halgazdaság                      | 79H 5059, 5060, 5062, 5063, 5064, 5066, 5070, 5071, 5075, 5112 |
| 10 | Szatymaz, Magasőrház                      | 5059, 5060, 5062, 5063, 5064, 5066, 5070, 5071, 5112 |
| 11 | Szatymaz, Jánosszállási elágazás          | 5059, 5060, 5062, 5063, 5064, 5066, 5070, 5071, 5112 |
| 12 | Szatymaz, Nagymihály-tanya                | 5059, 5060, 5062, 5063, 5070 |
| 13 | Szatymaz, Jánosszállás vasúti megállóhely | 5059, 5060, 5062, 5063, 5070 személyvonat |
| 14 | Szatymaz, Jánosszállási kiskertek         | 5059, 5060, 5062, 5063, 5070 |
| 15 | Szatymaz, Szegedi utca                    | 5059, 5060, 5062, 5063, 5070 |
| 16 | Szatymaz, vasútállomás végállomás         | 5059, 5060, 5062 személyvonat, S20, Aranyhíd expresszvonat, Napfény Intercity |
| 17 | Szatymaz, Dózsa György utca               | 5060, 5062 |
| 18 | Szatymaz, ABC                             | 5059, 5060, 5062 |
| 19 | Szatymaz, Jókai utca                      | 5059, 5060, 5062 |
| 20 | Szatymaz, Béke utca                       | 5059, 5060, 5062 |
| 21 | Szatymaz, Neszürhegyi út                  | 5059, 5060, 5062 |
| 22 | Szatymaz, Gulyás-sarok                    | 5059, 5060, 5062 |
| 23 | Szatymaz, Útőrház III.                    | 5059, 5060, 5062 |
| 24 | Szatymaz, Kovács-tanya                    | 5059, 5060, 5062 |
| 25 | Szatymaz, Magasőrház                      | 5059, 5060, 5062, 5063, 5064, 5066, 5070, 5071, 5112 |
| 26 | Fehértó, Halgazdaság                      | 79H 5059, 5060, 5062, 5063, 5064, 5066, 5070, 5071, 5075, 5112 |
| 27 | Szeged, Nagybani Piac                     | 79H 5059, 5060, 5062, 5063, 5064, 5066, 5070, 5071, 5112 |
| 28 | Szeged, SZILK Vámudvar                    | 5059, 5060, 5062, 5063, 5064, 5066, 5070, 5071, 5112 |
| 29 | Szeged, Gumigyár                          | 71, 72, 79H, 90H 5059, 5060, 5062, 5063, 5064, 5066, 5070, 5071, 5075, 5076, 5112 |
| 30 | Szeged, Zápor út                          | 71, 72, 72A, 79H, 90H 5059, 5060, 5062, 5063, 5064, 5066, 5070, 5071, 5075, 5112 |
| 31 | Szeged, Budapesti út                      | 71, 72, 72A, 79H, 90H 5059, 5060, 5062, 5063, 5064, 5066, 5070, 5071, 5075, 5112 |
| 32 | Szeged, Fonógyári út                      | 7F, 64, 67, 67Y, 71, 72, 72A, 75, 79H, 90H 5033, 5034, 5040, 5041, 5043, 5044, 5045, 5046, 5047, 5049, 5050, 5054, 5055, 5056, 5058, 5059, 5060, 5062, 5063, 5064, 5066, 5070, 5071, 5112 |
| 33 | Szeged, Rókus vasútállomás bejárati út    | 7F, 64, 67, 67Y, 71, 72, 72A, 75, 78, 78A, 79H, 90H 1503, 1504, 1517 5033, 5034, 5040, 5041, 5043, 5044, 5045, 5046, 5047, 5049, 5050, 5054, 5055, 5056, 5058, 5059, 5060, 5062, 5063, 5064, 5066, 5070, 5071, 5075, 5112, 5369 személyvonat, Szeged–Hódmezővásárhely tram-train |
| 34 | Szeged, SZTK                              | 5033, 5034, 5040, 5041, 5043, 5044, 5045, 5046, 5047, 5049, 5050, 5054, 5055, 5056, 5058, 5059, 5060, 5062, 5063, 5064, 5066, 5070, 5071, 5112 |
| 35 | Szeged, autóbusz-állomás végállomás       | 5, 6, 9, 19 7F, 21, 60, 60Y, 64, 67, 67Y, 70, 71, 71A, 72, 72A, 73, 73Y, 74, 74Y, 75, 76, 76Y, 77, 77A, 77Y, 78, 78A, 79H 600, 1374, 1375, 1441, 1486, 1503, 1504, 1506, 1507, 1510, 1512, 1513, 1515, 1516, 1517, 1518, 1652 4990, 5000, 5001, 5002, 5003, 5004, 5005, 5007, 5010, 5011, 5012, 5013, 5015, 5016, 5017, 5018, 5019, 5020, 5021, 5022, 5023, 5024, 5025, 5030, 5031, 5032, 5033, 5034, 5035, 5040, 5041, 5042, 5043, 5044, 5045, 5046, 5047, 5049, 5050, 5054, 5055, 5056, 5058, 5059, 5060, 5062, 5063, 5064, 5066, 5070, 5071, 5075, 5076, 5109, 5112, 5160, 5187, 5188, 5189, 5190, 5284, 5328, 5329, 5362, 5369 |